# حشره‌خوارهای آبزی آسیایی
 حشره‌خوارهای آبزی آسیایی (نام علمی: Chimarrogale) نام یک سرده از زیرخانواده حشره‌خوارهای دندان‌سرخ است.

## گونه‌ها
- حشره‌خوار آبی مالزی (Chimarrogale hantu)
- حشره‌خوار آبی هیمالیا (Chimarrogale himalayica)
- حشره‌خوار آبی بورنئی (Chimarrogale phaeura)
- حشره‌خوار آبی ژاپنی (Chimarrogale platycephalus)
- حشره‌خوار آبی چینی (Chimarrogale styani)
- حشره‌خوار آبی سوماترا (Chimarrogale sumatrana)